# Leon Müller
Leon Müller (* 11. August 2000 in Bad Homburg vor der Höhe) ist ein deutscher Fußballspieler, der aktuell für den MSV Duisburg spielt.

## Karriere
Müller gab in der Saison 2018/19 in der A-Junioren-Hessenliga sein Debüt für die U19-Mannschaft des SV Darmstadt 98. Insgesamt stand er in 21 Spielen auf dem Platz und erzielte 11 Treffer. Am 12. Februar 2019 unterschrieb er seinen ersten Profivertrag. Sein Debüt als Profispieler für Darmstadt gab er am 28. Juni 2020, dem letzten Spieltag der 2. Bundesliga, als er in der 90. Minute für Tobias Kempe im Spiel gegen den VfB Stuttgart eingewechselt wurde. Das Spiel gewann Darmstadt mit 3:1. Dies blieb in der Folge jedoch sein einziger Einsatz in der Profimannschaft der Lilien.
Zu Beginn der Saison 2020/21 wurde er in die viertklassige Regionalliga Südwest an die TuS Rot-Weiß Koblenz verliehen, um dort Erfahrung zu sammeln und auf Einsatzzeit zu kommen. Am 3. Oktober 2020 debütierte er in der Fußball-Regionalliga Südwest beim 1:1-Auswärtsspiel gegen den KSV Hessen Kassel. Am 12. Dezember 2020 traf er erstmals bei einem Profispiel beim 3:2-Heimerfolg gegen die TSG Balingen. Insgesamt kam er in der Saison auf 22 Ligaeinsätze (zwei Tore) und kehrte zu seinem Stammverein aus Darmstadt zurück. Nach der Saison 2021/22, in der Müller ohne Einsatz blieb, entschloss sich der SV Darmstadt 98 den Vertrag mit Müller nicht zu verlängern.
Daraufhin schloss sich Müller im Sommer 2022 dem Regionalligisten FSV Frankfurt an, bei dem er einen Einjahresvertrag unterschrieb. Dort konnte er sich in der anschließenden Saison 2022/23 als Stammspieler durchsetzen. Nach einem Jahr wechselte Müller 2023 zum benachbarten Ligakonkurrenten Kickers Offenbach. Im Sommer 2024 wechselte er zum Drittliga-Absteiger MSV Duisburg.

## Erfolge
- Meister der Regionalliga West 2025 und Aufstieg in die 3. Liga (mit dem MSV Duisburg)